# نيلسون إيمرسون
نيلسون إيمرسون هو لاعب هوكي الجليد كندي، ولد في 17 أغسطس 1967 في هاميلتون في كندا.

## وصلات خارجية
- نيلسون إيمرسون على موقع دوري الهوكي الوطني (الإنجليزية)
- نيلسون إيمرسون على موقع قاعة مشاهير الهوكي (لاعب أن.إتش.أل) (الإنجليزية)
- نيلسون إيمرسون على موقع EliteProspects.com (الإنجليزية)
- نيلسون إيمرسون على موقع HockeyDB.com (الإنجليزية)
- نيلسون إيمرسون على موقع Hockey-Reference.com (الإنجليزية)